# Anisodactylus nigrita
Anisodactylus nigrita är en skalbaggsart som beskrevs av Pierre François Marie Auguste Dejean. Anisodactylus nigrita ingår i släktet Anisodactylus och familjen jordlöpare. Inga underarter finns listade i Catalogue of Life.